# Rusava, Tomașpil
Rusava (în ucraineană Русава) este un sat în comuna Hnatkiv din raionul Tomașpil, regiunea Vinnița, Ucraina.

## Demografie
Componența lingvistică a localității Rusava
     Ucraineană (92,31%)
     Rusă (7,69%)
Conform recensământului din 2001, majoritatea populației localității Rusava era vorbitoare de ucraineană (92,31%), existând în minoritate și vorbitori de rusă (7,69%).